# Thure Gustaf Rudbeck
Thure Gustaf Rudbeck (ur. 21 listopada 1714, zm. 8 stycznia 1786) – szwedzki polityk, baron, jeden z przywódców tzw. partii czapek.
W latach 1765–1768 pełnił funkcję przewodniczącego (Lantmarskalk) szwedzkiego parlamentu stanowego. Ponownie o to stanowisko ubiegał się w 1769 i 1771. W 1766 został mianowany generałem dywizji, przeniesiony w stan spoczynku w 1771. W latach 1773–1782 był gubernatorem Uppsali.